# Луценко, Людмила Леонидовна
Людмила Леонидовна Луценко (родилась 23 февраля 1945 года, Артём, Приморский край) — советская и российская певица, исполнительница русских народных песен, и песен отечественных композиторов, автор-исполнитель, поэтесса. Заслуженная артистка России (1995), Заслуженная артистка Тувинской АССР (1987), лауреат премии Красноярского комсомолаПремия Ленинского комсомола,, лауреат Национальной литературной премии «Золотое перо Руси» (2011), лауреат первого международного фестиваля «Русское чудо в Тунисе»(1997).

## Биография
Родилась Людмила Леонидовна в г. Артём Приморского края, в семье офицера медицинской службы. Вскоре отец погиб и семья перебралась в хакасское село Ново-Михайловка, где жили родители матери Людмилы. Так что детство и юность в основном прошли на Шушенской земле.
В 15 лет начала работать. Первая запись в трудовой книжке певицы- путевая рабочая на трассе мужества Абакан — Тайшет, позже о этой странице своей жизни Людмила Леонидовна напишет песню «Абакан-Тайшет».
В 1970 году в Шушенском велась активная подготовка к празднованию 100-летия В. И. Ленина, и Людмилу Луценко попросили возглавить культурно-массовый сектор при районном Доме культуры.
В дни празднования 100-летия в Шушенское приехала Народная артистка СССР Л. Г. Зыкина и министр культуры Е. А. Фурцева. Голос Людмилы их восхитил, и Л. Г. Зыкина дала Людмиле Луценко рекомендацию на учёбу в Москве.
Людмила поступила в ВТМЭИ, по классу вокала обучалась у Народной артистки РСФСР И. П. Яунзем. В 1972 году Людмила вернулась в Красноярск и стала работать солисткой Красноярской краевой филармонии.

## Репертуар
Важную часть репертуара занимают русские народные песни, и песни народов населяющих Красноярский край, а это: тувинцы,татары, украинцы и т. д. Певица владея широким диапазоном голоса прекрасно исполняет различные вокальные произведения, к примеру: частушки Людмила Луценко исполняет практически звенящим звуком, что передаёт характер жанра, но она может петь и фундаментально, ярким примером послужат романсы в исполнении артистки.
Долгая творческая дружба связывала Людмилу Леонидовну с сибирским композитором, Народным артистом Российской Федерации, Г. Д. Заволокиным. Работала с композитором, Народным артистом СССР, Г. Ф. Пономаренко, пела его песни.
Основой репертуара являются авторские песни Л. Л. Луценко, и песни красноярского композитора, Заслуженного работника культуры Российской Федерации, С. М. Трусова, который является мужем певицы и постоянным аккомпаниатором. Пожалуй, самой известной песней в исполнении Людмилы Луценко можно назвать песню композитора С. Трусова на стихи Н. Ерёмина «По Николаевке цветёт черёмуха».

## Оценка творчества
О таланте певицы в разные годы отзывались известные деятели культуры и искусства:
Людмила Георгиевна Зыкина- Народная артистка СССР: — Я нашла на Шушенской земле самородок! Красивый голос. Хорошее дыхание. Живые глаза! …И я сделаю всё, чтобы Люда училась в Москве!
Ирма Петровна Яунзем- Народная артистка РСФСР, педагог Людмилы по вокалу: -Природа щедро одарила Людмилу Луценко, и, как бы в благодарность за это, певица поёт о величии России, о её просторах. Поёт Люда широко. Свободно льётся её тёплый, красивый, неповторимый по тембровой окраске голос; и встают перед глазами картины заснеженных полей, бескрайних лесов её родной Сибири; рождаются в воображении образы чистых, верных и сильных духом людей…
Юрий Иванович Гвоздиков- Заслуженный деятель искусств Российской Федерации: -Людмилу любит весь наш многонациональный красноярский край. Она поёт украинские, хакасские, татарские, тувинские, еврейские песни. И поёт она их, как соловей! В её песнях — солнце!
Григорий Фёдорович Пономаренко — композитор, Народный артист СССР :
-Над Енисеем песня льётся,
Легко здесь Людочке живётся,
Да и живётся добре тоже,
Ведь за баяном муж Серёжа!
Тойво Васильевич Ряннель — Народный художник РСФСР:
-Ах, ты Людушка, свет-сударушка,
Соловьём поёшь, заливаешься,
Сердце в плен взяла, сердце стылое,
Сердце в плен взяла, сердце стылое,
За собой вела по волнам любви!
За собой вела по волнам любви,
По волнам любви в мир Прекрасного!..

## Дискография
- 1990 Русские песни и романсы аудиокассета
- 1995 По Николаевке цветёт черёмуха грампластинка, Москва
- 1995 Красноярочка СД+ аудиокассета
- 1996 Сибирянка СД +аудиокассета
- 1998 Енисейская легенда СД + аудиокассета
- 2000 Авторские песни Луценко СД
- 2005 Песни на стихи Есенина СД
- 2008 Украинские песни СД
- 2009 Сама пишу. Сама пою СД
- 2009 Песни нашей юности СД
- 2013 Людмила Луценко и Сергей Трусов «Дождь весенний». Песни и аранжировки 2013 года.